# Mont Ventoux Dénivelé Challenges 2019
La 1re édition du Mont Ventoux Dénivelé Challenges a lieu le 17 juin 2019. Elle fait partie du calendrier UCI Europe Tour 2019 en catégorie 1.1. 

## Équipes
Classée en catégorie 1.1 de l'UCI Europe Tour, le Mont Ventoux Dénivelé Challenges est par conséquent ouverte aux WorldTeams dans la limite de 50 % des équipes participantes, aux équipes continentales professionnelles, aux équipes continentales et aux équipes nationales.
Douze équipes participent à cette course : trois WorldTeams, sept équipes continentales professionnelles et deux équipes continentales.
| WorldTeams (3)- EF Education First - AG2R La Mondiale - Groupama-FDJ Équipes continentales professionnelles (7)- Cofidis, Solutions Crédits - Vital Concept-B&B Hotels - Arkéa-Samsic - Caja Rural-Seguros RGA - Delko-Marseille Provence - Total Direct Énergie - Euskadi Basque Country-Murias Équipes continentales (2)- Amore & Vita-Prodir - Interpro Cycling Academy |
| |

## Récit de la course

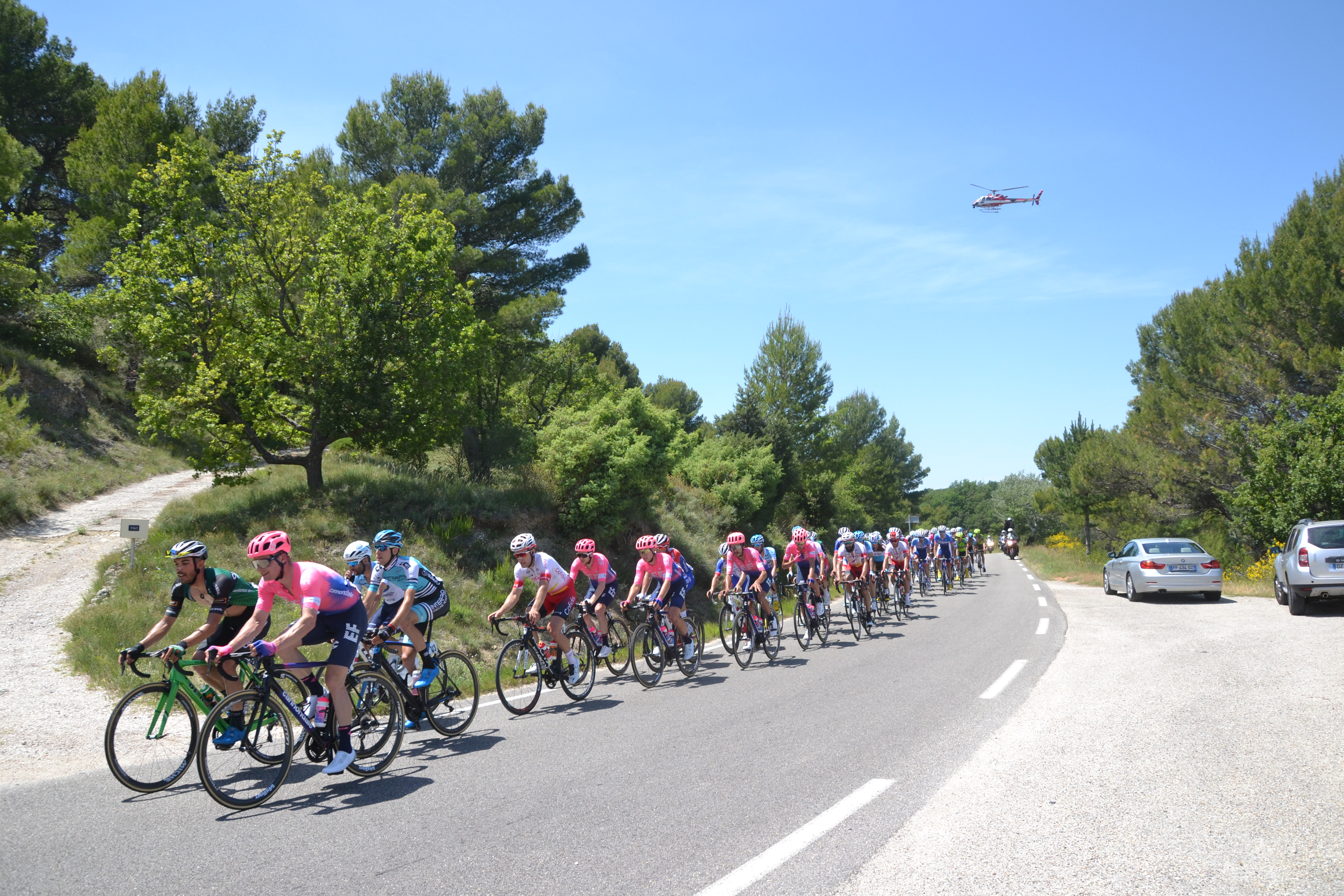
Peloton, dans la montée de Blauvac

## Classement final
| \| Classement général \| Classement général \| Classement général \| Classement général \| Classement général \| \| Coureur \| Coureur \| Pays \| Équipe \| Temps \| \| ------------------ \| ---------------------------- \| ------------------ \| ----------------------------- \| ------------------ \| \| 1er \| Jesús Herrada \| Espagne \| Cofidis, Solutions Crédits \| 5 h 02 min 05 s \| \| 2e \| Romain Bardet \| France \| AG2R La Mondiale \| + 9 s \| \| 3e \| Rein Taaramäe \| Estonie \| Total Direct Énergie \| + 1 min 12 s \| \| 4e \| Julien El Fares \| France \| Delko Marseille Provence \| + 1 min 38 s \| \| 5e \| Élie Gesbert \| France \| Arkéa-Samsic \| + 2 min 24 s \| \| 6e \| Javier Moreno \| Espagne \| Delko Marseille Provence \| + 2 min 29 s \| \| 7e \| Pierpaolo Ficara \| Italie \| Amore & Vita-Prodir \| + 2 min 40 s \| \| 8e \| Óscar Rodríguez Garaicoechea \| Espagne \| Euskadi Basque Country-Murias \| + 2 min 43 s \| \| 9e \| Tony Gallopin \| France \| AG2R La Mondiale \| + 2 min 52 s \| \| 10e \| Darwin Atapuma \| Colombie \| Cofidis, Solutions Crédits \| + 2 min 58 s \| |                              |          |                               |                 |
| |                              |          |                               |                 |
| Source : ProCyclingStats |                              |          |                               |                 |
| Classement général |                              |          |                               |                 |
| Coureur | Coureur                      | Pays     | Équipe                        | Temps           |
| 1er | Jesús Herrada                | Espagne  | Cofidis, Solutions Crédits    | 5 h 02 min 05 s |
| 2e | Romain Bardet                | France   | AG2R La Mondiale              | + 9 s           |
| 3e | Rein Taaramäe                | Estonie  | Total Direct Énergie          | + 1 min 12 s    |
| 4e | Julien El Fares              | France   | Delko Marseille Provence      | + 1 min 38 s    |
| 5e | Élie Gesbert                 | France   | Arkéa-Samsic                  | + 2 min 24 s    |
| 6e | Javier Moreno                | Espagne  | Delko Marseille Provence      | + 2 min 29 s    |
| 7e | Pierpaolo Ficara             | Italie   | Amore & Vita-Prodir           | + 2 min 40 s    |
| 8e | Óscar Rodríguez Garaicoechea | Espagne  | Euskadi Basque Country-Murias | + 2 min 43 s    |
| 9e | Tony Gallopin                | France   | AG2R La Mondiale              | + 2 min 52 s    |
| 10e | Darwin Atapuma               | Colombie | Cofidis, Solutions Crédits    | + 2 min 58 s    |

## Classements UCI
La course attribue le même nombre de points pour l'UCI Europe Tour 2019 et le Classement mondial UCI (pour tous les coureurs), avec le barème suivant :
| Position           | 1er | 2e | 3e | 4e | 5e | 6e | 7e et 8e | 9e | 10e | 11e | 12e | 13e à 15e | 16e à 25e |
| Classement général | 125 | 85 | 70 | 60 | 50 | 40 | 30       | 25 | 20  | 15  | 10  | 5         | 3         |

## Prix versés
La course attribue un total de 14520 €, répartie comme suit :
| Position           | 1er     | 2e      | 3e      | 4e    | 5e    | 6e    | 7e et 8e | 10e à 25e |
| Classement général | 5 785 € | 2 895 € | 1 445 € | 715 € | 580 € | 435 € | 290 €    | 150 €     |

Le meilleur jeune, vainqueur du " trophée Lapierre ", a 500 € d'attribué, le prix du meilleur combatif " Prix du public " a 300 € d'attribué.

## Liste des participants
liste des participants
| EF Education First EF1 | EF Education First EF1 | EF Education First EF1 |
| ---------------------- | ---------------------- | ---------------------- |
| Num                    | Coureur                | Pos                    |
| 1                      | Sean Bennett (USA)     | 40e                    |
| 2                      | Matti Breschel (DEN)   |                        |
| 3                      | Jonathan Caicedo (ECU) |                        |
| 4                      | Joe Dombrowski (USA)   | 16e                    |
| 5                      | Mitchell Docker (AUS)  |                        |
| 6                      | Moreno Hofland (NED)   | HD                     |
| 7                      | Lachlan Morton (AUS)   | 38e                    |

| AG2R La Mondiale ALM | AG2R La Mondiale ALM    | AG2R La Mondiale ALM |
| -------------------- | ----------------------- | -------------------- |
| Num                  | Coureur                 | Pos                  |
| 11                   | Romain Bardet (FRA)     | 2e                   |
| 12                   | Hubert Dupont (FRA)     | 32e                  |
| 13                   | Ben Gastauer (LUX)      | AB                   |
| 14                   | Tony Gallopin (FRA)     | 9e                   |
| 15                   | Dorian Godon (FRA)      | 29e                  |
| 16                   | Nans Peters (FRA)       | 24e                  |
| 17                   | Alexis Vuillermoz (FRA) | 17e                  |

| Groupama-FDJ GFC | Groupama-FDJ GFC          | Groupama-FDJ GFC |
| ---------------- | ------------------------- | ---------------- |
| Num              | Coureur                   | Pos              |
| 21               | Mickaël Delage (FRA)      | 35e              |
| 22               | Ignatas Konovalovas (LTU) |                  |
| 23               | Tobias Ludvigsson (SWE)   | 14e              |
| 24               | Miles Scotson (AUS)       | 37e              |
| 25               | Romain Seigle (FRA)       | 43e              |
| 26               | Benoît Vaugrenard (FRA)   | 52e              |
| 27               | Léo Vincent (FRA)         | 18e              |

| Cofidis, Solutions Crédits COF | Cofidis, Solutions Crédits COF | Cofidis, Solutions Crédits COF |
| ------------------------------ | ------------------------------ | ------------------------------ |
| Num                            | Coureur                        | Pos                            |
| 31                             | Jesús Herrada (ESP)            | 1er                            |
| 32                             | Darwin Atapuma (COL)           |                                |
| 33                             | Geoffrey Soupe (FRA)           | HD                             |
| 34                             | Emmanuel Morin (FRA)           | 45e                            |
| 35                             | Anthony Perez (FRA)            | NP                             |
| 36                             | Julien Simon (FRA)             | 27e                            |
| 37                             | Damien Touzé (FRA)             | 23e                            |

| Vital Concept-B&B Hotels VCB | Vital Concept-B&B Hotels VCB | Vital Concept-B&B Hotels VCB |
| ---------------------------- | ---------------------------- | ---------------------------- |
| Num                          | Coureur                      | Pos                          |
| 41                           | Yoann Bagot (FRA)            | AB                           |
| 42                           | Corentin Ermenault (FRA)     | 39e                          |
| 43                           | Steven Lammertink (NED)      | HD                           |
| 44                           | Adrien Garel (FRA)           | 42e                          |
| 45                           | Justin Mottier (FRA)         | 46e                          |
| 46                           | Patrick Müller (SUI)         | 21e                          |
| 47                           | Arthur Vichot (FRA)          | AB                           |

| Arkéa-Samsic PCB | Arkéa-Samsic PCB     | Arkéa-Samsic PCB |
| ---------------- | -------------------- | ---------------- |
| Num              | Coureur              | Pos              |
| 51               | Brice Feillu (FRA)   | HD               |
| 52               | Élie Gesbert (FRA)   | 5e               |
| 53               | Romain Hardy (FRA)   | 15e              |
| 54               | Romain Le Roux (FRA) | AB               |
| 55               | Jérémy Maison (FRA)  | 31e              |
| 56               | Laurent Pichon (FRA) | 47e              |
| 57               | Amaël Moinard (FRA)  | 28e              |

| Caja Rural-Seguros RGA CJR | Caja Rural-Seguros RGA CJR | Caja Rural-Seguros RGA CJR |
| -------------------------- | -------------------------- | -------------------------- |
| Num                        | Coureur                    | Pos                        |
| 61                         | Sergio Pardilla (ESP)      | 22e                        |
| 62                         | Cristian Rodríguez (ESP)   | 12e                        |
| 63                         | Alex Aranburu (ESP)        | 51e                        |
| 64                         | Julen Amézqueta (ESP)      | 41e                        |
| 65                         | Sergey Chernetskiy (RUS)   | 11e                        |
| 66                         | Álvaro Cuadros (ESP)       | AB                         |
| 67                         | David González López (ESP) | 50e                        |

| Delko Marseille Provence DMP | Delko Marseille Provence DMP | Delko Marseille Provence DMP |
| ---------------------------- | ---------------------------- | ---------------------------- |
| Num                          | Coureur                      | Pos                          |
| 71                           | Romain Combaud (FRA)         | 26e                          |
| 72                           | Lucas De Rossi (FRA)         | 54e                          |
| 73                           | Julien El Fares (FRA)        | 4e                           |
| 74                           | Delio Fernández (ESP)        | 44e                          |
| 75                           | Javier Moreno (ESP)          | 6e                           |
| 76                           | Rémy Rochas (FRA)            | HD                           |
| 77                           | Evaldas Šiškevičius (LTU)    | HD                           |

| Total Direct Énergie TDE | Total Direct Énergie TDE | Total Direct Énergie TDE |
| ------------------------ | ------------------------ | ------------------------ |
| Num                      | Coureur                  | Pos                      |
| 81                       | Jonathan Hivert (FRA)    | AB                       |
| 82                       | Axel Journiaux (FRA)     | HD                       |
| 83                       | Bryan Nauleau (FRA)      | AB                       |
| 84                       | Perrig Quéméneur (FRA)   | 48e                      |
| 85                       | Simon Sellier (FRA)      |                          |
| 86                       | Rein Taaramäe (EST)      | 3e                       |

| Euskadi Basque Country-Murias EUS | Euskadi Basque Country-Murias EUS  | Euskadi Basque Country-Murias EUS |
| --------------------------------- | ---------------------------------- | --------------------------------- |
| Num                               | Coureur                            | Pos                               |
| 91                                | Óscar Rodríguez Garaicoechea (ESP) | 8e                                |
| 92                                | Garikoitz Bravo (ESP)              | HD                                |
| 93                                | Mikel Bizkarra (ESP)               | 30e                               |
| 94                                | Beñat Intxausti (ESP)              | AB                                |
| 95                                | Mikel Iturria (ESP)                | 20e                               |
| 96                                | Mario González Salas (ESP)         | HD                                |
| 97                                | Sergio Samitier (ESP)              | 25e                               |

| Amore & Vita-Prodir AMO | Amore & Vita-Prodir AMO  | Amore & Vita-Prodir AMO |
| ----------------------- | ------------------------ | ----------------------- |
| Num                     | Coureur                  | Pos                     |
| 101                     | Andrea Meucci (ITA)      | AB                      |
| 102                     | Danilo Celano (ITA)      | 19e                     |
| 103                     | Pierpaolo Ficara (ITA)   | 7e                      |
| 104                     | Yukinori Hishinuma (JPN) | AB                      |
| 105                     | Viesturs Lukševics (LAT) | 36e                     |
| 106                     | Marco Tizza (ITA)        | 33e                     |
| 107                     | Kristers Ansons (LAT)    | NP                      |

| Interpro Cycling Academy IPC | Interpro Cycling Academy IPC | Interpro Cycling Academy IPC |
| ---------------------------- | ---------------------------- | ---------------------------- |
| Num                          | Coureur                      | Pos                          |
| 111                          | Samuel Ponce Alvarez (AND)   | AB                           |
| 112                          | Evan Clouse (USA)            | AB                           |
| 113                          | David Casanovas (ESP)        | HD                           |
| 114                          | Pablo Torres Muiño (ESP)     | 53e                          |
| 115                          | Florian Hudry (FRA)          | 34e                          |
| 116                          | Adrien Guillonnet (FRA)      | 13e                          |
| 117                          | Hernán Aguirre (COL)         | HD                           |

| EF Education First EF1 | EF Education First EF1 | EF Education First EF1 |
| ---------------------- | ---------------------- | ---------------------- |
| Num                    | Coureur                | Pos                    |
| 1                      | Sean Bennett (USA)     | 40e                    |
| 2                      | Matti Breschel (DEN)   |                        |
| 3                      | Jonathan Caicedo (ECU) |                        |
| 4                      | Joe Dombrowski (USA)   | 16e                    |
| 5                      | Mitchell Docker (AUS)  |                        |
| 6                      | Moreno Hofland (NED)   | HD                     |
| 7                      | Lachlan Morton (AUS)   | 38e                    |

| AG2R La Mondiale ALM | AG2R La Mondiale ALM    | AG2R La Mondiale ALM |
| -------------------- | ----------------------- | -------------------- |
| Num                  | Coureur                 | Pos                  |
| 11                   | Romain Bardet (FRA)     | 2e                   |
| 12                   | Hubert Dupont (FRA)     | 32e                  |
| 13                   | Ben Gastauer (LUX)      | AB                   |
| 14                   | Tony Gallopin (FRA)     | 9e                   |
| 15                   | Dorian Godon (FRA)      | 29e                  |
| 16                   | Nans Peters (FRA)       | 24e                  |
| 17                   | Alexis Vuillermoz (FRA) | 17e                  |

| Groupama-FDJ GFC | Groupama-FDJ GFC          | Groupama-FDJ GFC |
| ---------------- | ------------------------- | ---------------- |
| Num              | Coureur                   | Pos              |
| 21               | Mickaël Delage (FRA)      | 35e              |
| 22               | Ignatas Konovalovas (LTU) |                  |
| 23               | Tobias Ludvigsson (SWE)   | 14e              |
| 24               | Miles Scotson (AUS)       | 37e              |
| 25               | Romain Seigle (FRA)       | 43e              |
| 26               | Benoît Vaugrenard (FRA)   | 52e              |
| 27               | Léo Vincent (FRA)         | 18e              |

| Cofidis, Solutions Crédits COF | Cofidis, Solutions Crédits COF | Cofidis, Solutions Crédits COF |
| ------------------------------ | ------------------------------ | ------------------------------ |
| Num                            | Coureur                        | Pos                            |
| 31                             | Jesús Herrada (ESP)            | 1er                            |
| 32                             | Darwin Atapuma (COL)           |                                |
| 33                             | Geoffrey Soupe (FRA)           | HD                             |
| 34                             | Emmanuel Morin (FRA)           | 45e                            |
| 35                             | Anthony Perez (FRA)            | NP                             |
| 36                             | Julien Simon (FRA)             | 27e                            |
| 37                             | Damien Touzé (FRA)             | 23e                            |

| Vital Concept-B&B Hotels VCB | Vital Concept-B&B Hotels VCB | Vital Concept-B&B Hotels VCB |
| ---------------------------- | ---------------------------- | ---------------------------- |
| Num                          | Coureur                      | Pos                          |
| 41                           | Yoann Bagot (FRA)            | AB                           |
| 42                           | Corentin Ermenault (FRA)     | 39e                          |
| 43                           | Steven Lammertink (NED)      | HD                           |
| 44                           | Adrien Garel (FRA)           | 42e                          |
| 45                           | Justin Mottier (FRA)         | 46e                          |
| 46                           | Patrick Müller (SUI)         | 21e                          |
| 47                           | Arthur Vichot (FRA)          | AB                           |

| Arkéa-Samsic PCB | Arkéa-Samsic PCB     | Arkéa-Samsic PCB |
| ---------------- | -------------------- | ---------------- |
| Num              | Coureur              | Pos              |
| 51               | Brice Feillu (FRA)   | HD               |
| 52               | Élie Gesbert (FRA)   | 5e               |
| 53               | Romain Hardy (FRA)   | 15e              |
| 54               | Romain Le Roux (FRA) | AB               |
| 55               | Jérémy Maison (FRA)  | 31e              |
| 56               | Laurent Pichon (FRA) | 47e              |
| 57               | Amaël Moinard (FRA)  | 28e              |

| Caja Rural-Seguros RGA CJR | Caja Rural-Seguros RGA CJR | Caja Rural-Seguros RGA CJR |
| -------------------------- | -------------------------- | -------------------------- |
| Num                        | Coureur                    | Pos                        |
| 61                         | Sergio Pardilla (ESP)      | 22e                        |
| 62                         | Cristian Rodríguez (ESP)   | 12e                        |
| 63                         | Alex Aranburu (ESP)        | 51e                        |
| 64                         | Julen Amézqueta (ESP)      | 41e                        |
| 65                         | Sergey Chernetskiy (RUS)   | 11e                        |
| 66                         | Álvaro Cuadros (ESP)       | AB                         |
| 67                         | David González López (ESP) | 50e                        |

| Delko Marseille Provence DMP | Delko Marseille Provence DMP | Delko Marseille Provence DMP |
| ---------------------------- | ---------------------------- | ---------------------------- |
| Num                          | Coureur                      | Pos                          |
| 71                           | Romain Combaud (FRA)         | 26e                          |
| 72                           | Lucas De Rossi (FRA)         | 54e                          |
| 73                           | Julien El Fares (FRA)        | 4e                           |
| 74                           | Delio Fernández (ESP)        | 44e                          |
| 75                           | Javier Moreno (ESP)          | 6e                           |
| 76                           | Rémy Rochas (FRA)            | HD                           |
| 77                           | Evaldas Šiškevičius (LTU)    | HD                           |

| Total Direct Énergie TDE | Total Direct Énergie TDE | Total Direct Énergie TDE |
| ------------------------ | ------------------------ | ------------------------ |
| Num                      | Coureur                  | Pos                      |
| 81                       | Jonathan Hivert (FRA)    | AB                       |
| 82                       | Axel Journiaux (FRA)     | HD                       |
| 83                       | Bryan Nauleau (FRA)      | AB                       |
| 84                       | Perrig Quéméneur (FRA)   | 48e                      |
| 85                       | Simon Sellier (FRA)      |                          |
| 86                       | Rein Taaramäe (EST)      | 3e                       |

| Euskadi Basque Country-Murias EUS | Euskadi Basque Country-Murias EUS  | Euskadi Basque Country-Murias EUS |
| --------------------------------- | ---------------------------------- | --------------------------------- |
| Num                               | Coureur                            | Pos                               |
| 91                                | Óscar Rodríguez Garaicoechea (ESP) | 8e                                |
| 92                                | Garikoitz Bravo (ESP)              | HD                                |
| 93                                | Mikel Bizkarra (ESP)               | 30e                               |
| 94                                | Beñat Intxausti (ESP)              | AB                                |
| 95                                | Mikel Iturria (ESP)                | 20e                               |
| 96                                | Mario González Salas (ESP)         | HD                                |
| 97                                | Sergio Samitier (ESP)              | 25e                               |

| Amore & Vita-Prodir AMO | Amore & Vita-Prodir AMO  | Amore & Vita-Prodir AMO |
| ----------------------- | ------------------------ | ----------------------- |
| Num                     | Coureur                  | Pos                     |
| 101                     | Andrea Meucci (ITA)      | AB                      |
| 102                     | Danilo Celano (ITA)      | 19e                     |
| 103                     | Pierpaolo Ficara (ITA)   | 7e                      |
| 104                     | Yukinori Hishinuma (JPN) | AB                      |
| 105                     | Viesturs Lukševics (LAT) | 36e                     |
| 106                     | Marco Tizza (ITA)        | 33e                     |
| 107                     | Kristers Ansons (LAT)    | NP                      |

| Interpro Cycling Academy IPC | Interpro Cycling Academy IPC | Interpro Cycling Academy IPC |
| ---------------------------- | ---------------------------- | ---------------------------- |
| Num                          | Coureur                      | Pos                          |
| 111                          | Samuel Ponce Alvarez (AND)   | AB                           |
| 112                          | Evan Clouse (USA)            | AB                           |
| 113                          | David Casanovas (ESP)        | HD                           |
| 114                          | Pablo Torres Muiño (ESP)     | 53e                          |
| 115                          | Florian Hudry (FRA)          | 34e                          |
| 116                          | Adrien Guillonnet (FRA)      | 13e                          |
| 117                          | Hernán Aguirre (COL)         | HD                           |

## Droits de diffusion
- Asie - Eurosport Asia[3]
- Belgique - proximus sport[3]
- Croatie - SPTV[3]
- Danemark - TV2 sport + TV 2 play[3]
- Espagne - Teledeporte[3]
- France - l'épreuve est diffusée en direct sur les chaines Eurosport 2 et L'Équipe[4].
- Italie - Rai Sport[3]
- Norvège - TV 2 sport[3]